# Christianisme en Guinée-Bissau

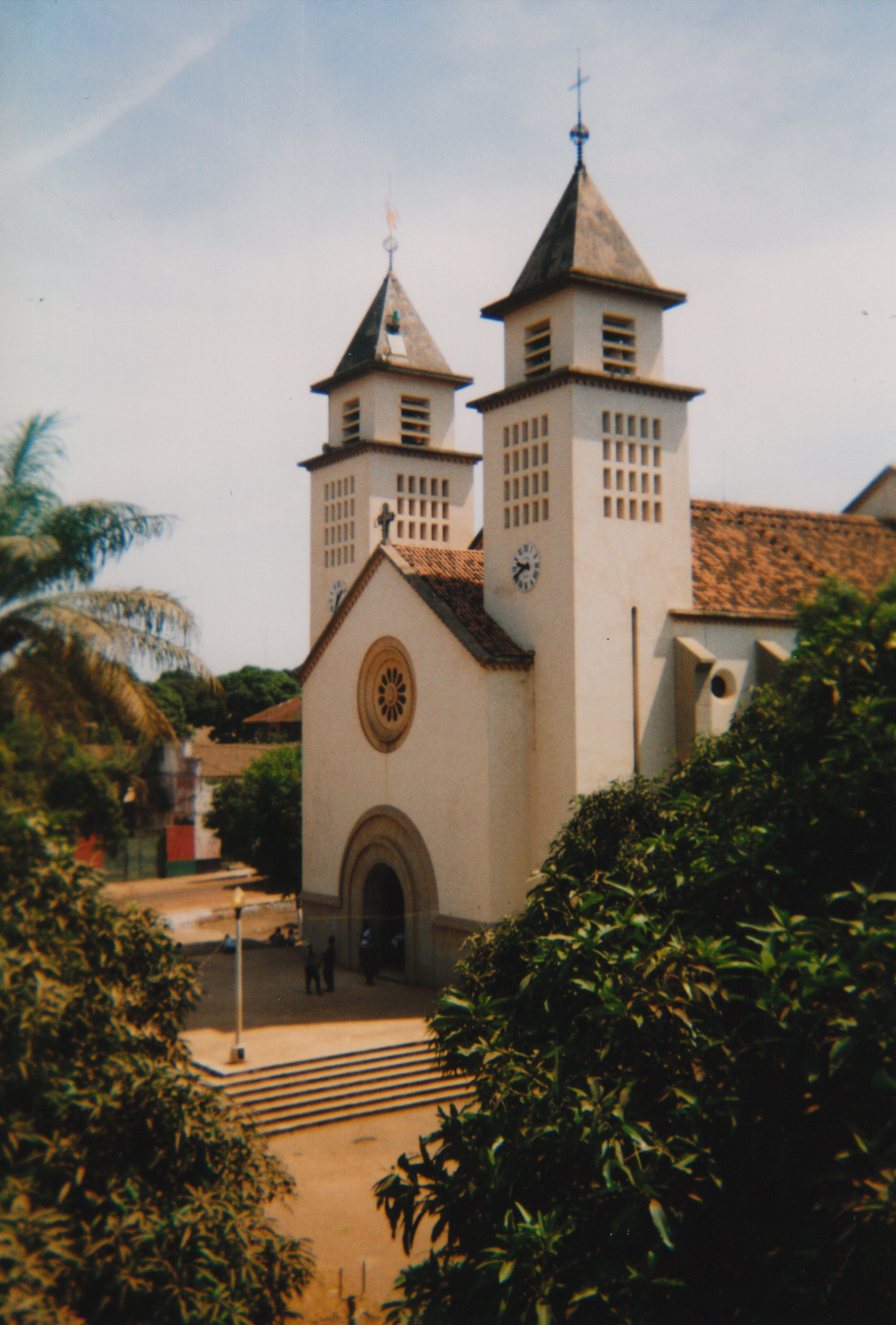
La cathédrale de Bissau.

Le christianisme en Guinée-Bissau représente selon les sources entre 10 % et 22,1 % de la population du pays,,.
La Guinée-Bissau est le seul pays lusophone où soit déclarée une majorité de musulmans, les autres étant majoritairement chrétiens. Les chrétiens de Guinée-Bissau habitent généralement Bissau ou d'autres grandes villes.
Les opérations des missionnaires chrétiens ne sont pas restreintes ; la Constitution du pays prévoit de faire respecter la liberté de religion.

## Catholicisme
Les chrétiens de Guinée-Bissau sont pour la plupart catholiques.
Il y a deux diocèses :
- Le diocèse de Bissau (en), érigé en 1977
- Le diocèse de Bafatá (en), érigé en 2001